# グローエ
グローエ（Grohe AG）は、ドイツの水栓メーカーである。世界の衛生器具市場でのシェアは約8％である。

## 沿革
- 1911年 - Berkenhoff & Paschedag設立
- 1936年 - ハンスグローエの創業者ハンス・グローエの息子、フリードリヒ・グローエによる経営が始まる
- 1948年 - Friedrich Grohe Armaturenfabrikに改称
- 1968年 - 当社株式の51%をITTに売却
- 1998年 - BCパートナーズのもとでGrohe Holding GmbHが株式を取得
- 1999年 - Grohe AG
- 2013年 - LIXILと日本政策投資銀行（DBJ)がグローエを共同で買収すると決定
- 2014年 - LIXILと日本政策投資銀行が共同出資する特別目的会社がグローエの株式87.5%を取得し子会社化[2]。

## 拠点
- GROHE Corporate Center：ドイツ・デュッセルドルフ

工場
- Grohe Canada Inc. Mississauga Plant：カナダ・ミシサガ
- Grohe AG Werk Lahr：ドイツ・ラール/シュヴァルツヴァルト
- Grohe AG Werk Hemer：ドイツ・ヘーマー
- GROHEDAL Sanitärsysteme GmbH Werk Porta Westfalica：ドイツ・ポルタ・ヴェストファーリカ
- Grohe Portugal Componentes Sanitarios, LDA：ポルトガル・アルベルガリア＝ア＝ヴェーリャ
- Grohe Siam Ltd.：タイ